# غاستون مايور
غاستون مايور (بالفرنسية: Gaston Mayor)‏ (29 فبراير 1908 – القرن الـ20) هو ملاكم فرنسي راحل، مثّل بلاده في الألعاب الأولمبية الصيفية 1932.

## روابط خارجية
غاستون مايور على موقع اللجنة الأولمبية الدولية (الإنجليزية)
- غاستون مايور على موقع أوليمبيديا (الإنجليزية)